# 韓国民衆闘争団

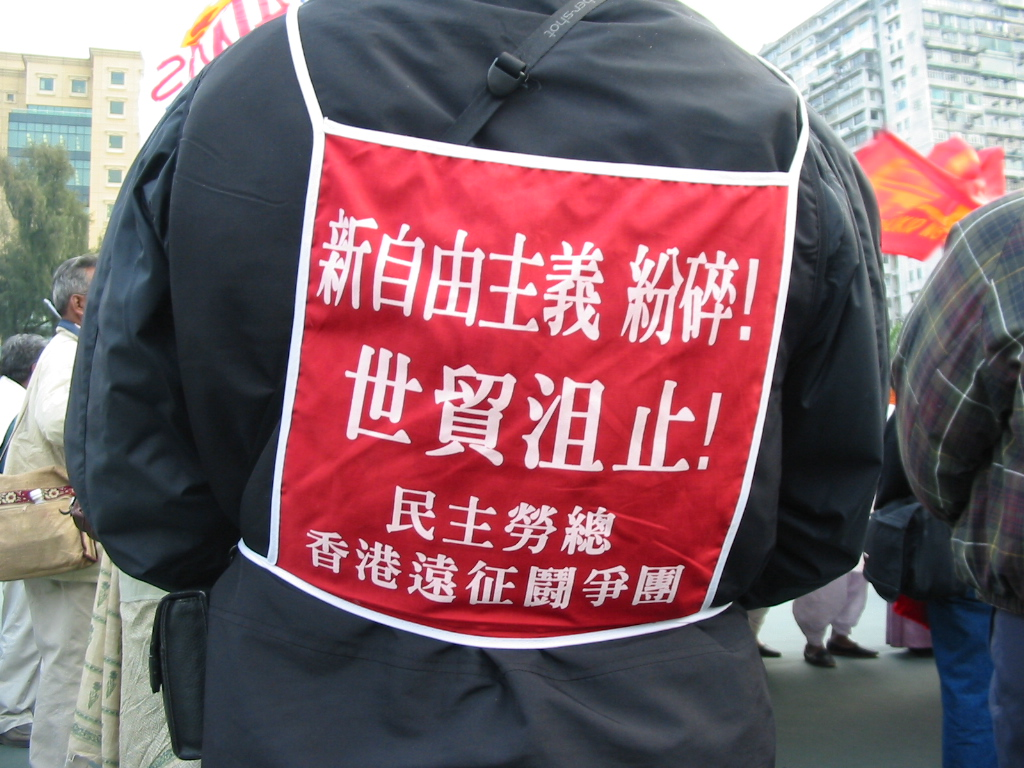
スローガンを掲げる、闘争団の民主労総組合員。

韓国民衆闘争団（かんこくみんしゅうとうそうだん）は、2005年に香港で開かれた第6回世界貿易機関（WTO）閣僚会議を阻止するために、香港でデモ活動を行なうべく結成された団体。 人員数は約 1500名で、反WTOのデモ活動を行なった団体の中で、単一國家としては最大の人数だった。団体員は、主に全国農民会総連盟（全農）、全国民主労働組合総連盟（民主労総）、韓国労働組合総連盟（韓国労総）、民主労働党などの関係者であった。団長はヤン・キョング（양경구）。2005年12月13日から香港で活動を開始し、12月17日に香港警察と對立、暴力行為を働いた。そのため、団長を始め関係者11人が「非法集會」罪で逮捕・起訴されたが、2006年3月30日までの間に全員が裁判所（觀塘法院）で無罪判決を受け、韓国に帰国した。